# 2032 Ethel
2032 Ethel (1970 OH) là một tiểu hành tinh vành đai chính được phát hiện ngày 30 tháng 7 năm 1970 bởi Tamara Smirnova ở Đài vật lý thiên văn Crimean. Nó được đặt theo tên Irish author Ethel Lilian Voynich.